# Lycaeides gazeli
Lycaeides gazeli är en fjärilsart som beskrevs av Beuret 1934. Lycaeides gazeli ingår i släktet Lycaeides och familjen juvelvingar. Inga underarter finns listade i Catalogue of Life.